# 52e parallèle nord
Pour les articles homonymes, voir 52e parallèle.
En géographie, le 52e parallèle nord est le parallèle joignant les points de la surface de la Terre dont la latitude est égale à 52° nord.

## Géographie

### Dimensions
Dans le système géodésique WGS 84, au niveau de 52° de latitude nord, un degré de longitude équivaut à 68,678 km ; la longueur totale du parallèle est donc de 24 724 km, soit environ 61,5 % de celle de l'équateur. Il en est distant de 5 763 km et du pôle Nord de 4 239 km,.
Comme tous les autres parallèles à part l'équateur, le 52e parallèle nord n'est pas un grand cercle et n'est donc pas la plus courte distance entre deux points, même situés à la même latitude. Par exemple, en suivant le parallèle, la distance parcourue entre deux points de longitude opposée est 12 362 km ; en suivant un grand cercle (qui passe alors par le pôle nord), elle n'est que de 8 477 km.

### Durée du jour
À cette latitude, le Soleil est visible pendant 16 heures et 44 minutes au solstice d'été, et 7 heures et 45 minutes au solstice d'hiver.

### Régions traversées
Le 52e parallèle nord passe au-dessus des océans sur 38,7 % de sa longueur.
Le tableau ci-dessous résume les différentes zones traversées par le parallèle, d'ouest en est :
| Zone             | Notes | Début                 | Fin                   | Longueur (km) |
| ---------------- | --- | --------------------- | --------------------- | ------------- |
| Royaume-Uni      | Pays de Galles Angleterre | 52° 00′ N, 5° 05′ O   | 52° 00′ N, 1° 25′ E   | +00446,       |
| Océan Atlantique | Mer du Nord | 52° 00′ N, 1° 25′ E   | 52° 00′ N, 4° 08′ E   | +00187,       |
| Pays-Bas         | Hollande-Méridionale Utrecht Gueldre | 52° 00′ N, 4° 08′ E   | 52° 00′ N, 6° 48′ E   | +00183,       |
| Allemagne        | Rhénanie-du-Nord-Westphalie Basse-Saxe Saxe-Anhalt Brandebourg                                                                             | 52° 00′ N, 6° 48′ E   | 52° 00′ N, 14° 43′ E  | +00544,       |
| Pologne          | | 52° 00′ N, 14° 43′ E  | 52° 00′ N, 23° 42′ E  | +00617,       |
| Biélorussie      | | 52° 00′ N, 23° 42′ E  | 52° 00′ N, 30° 54′ E  | +00494,       |
| Ukraine          | | 52° 00′ N, 30° 54′ E  | 52° 00′ N, 34° 06′ E  | +00220,       |
| Russie           | | 52° 00′ N, 34° 06′ E  | 52° 00′ N, 60° 09′ E  | +01 789,      |
| Kazakhstan       | | 52° 00′ N, 60° 09′ E  | 52° 00′ N, 79° 07′ E  | +01 303,      |
| Russie           | | 52° 00′ N, 79° 07′ E  | 52° 00′ N, 98° 49′ E  | +01 353,      |
| Mongolie         | | 52° 00′ N, 98° 49′ E  | 52° 00′ N, 99° 17′ E  | +00032,       |
| Russie           | Traverse le lac Baïkal | 52° 00′ N, 99° 17′ E  | 52° 00′ N, 120° 42′ E | +01 471,      |
| Chine            | Mongolie-intérieure Heilongjiang | 52° 00′ N, 120° 42′ E | 52° 00′ N, 126° 27′ E | +00395,       |
| Russie           | | 52° 00′ N, 126° 27′ E | 52° 00′ N, 141° 20′ E | +01 022,      |
| Océan Pacifique  | Détroit de Tartarie | 52° 00′ N, 141° 20′ E | 52° 00′ N, 141° 40′ E | +00023,       |
| Russie           | Sakhaline | 52° 00′ N, 141° 40′ E | 52° 00′ N, 143° 10′ E | +00103,       |
| Océan Pacifique  | Mer d'Okhotsk | 52° 00′ N, 143° 10′ E | 52° 00′ N, 156° 29′ E | +00915,       |
| Russie           | Kamtchatka | 52° 00′ N, 156° 29′ E | 52° 00′ N, 158° 17′ E | +00124,       |
| Océan Pacifique  | | 52° 00′ N, 158° 17′ E | 52° 00′ N, 177° 30′ E | +01 320,      |
| États-Unis       | Alaska (Kiska) | 52° 00′ N, 177° 30′ E | 52° 00′ N, 177° 33′ E | +0 0003,      |
| Océan Pacifique  | Mer de Béring | 52° 00′ N, 177° 33′ E | 52° 00′ N, 178° 06′ E | +00038,       |
| États-Unis       | Alaska (île Segula) | 52° 00′ N, 178° 06′ E | 52° 00′ N, 178° 11′ E | +0 0006,      |
| Océan Pacifique  | Mer de Béring | 52° 00′ N, 178° 11′ E | 52° 00′ N, 179° 34′ E | +00095,       |
| États-Unis       | Alaska (Semisopochnoi) | 52° 00′ N, 179° 34′ E | 52° 00′ N, 179° 43′ E | +00010,       |
| Océan Pacifique  | Mer de Béring | 52° 00′ N, 179° 43′ E | 52° 00′ N, 176° 35′ O | +00254,       |
| États-Unis       | Alaska (île Adak) | 52° 00′ N, 176° 35′ O | 52° 00′ N, 176° 33′ O | +0 0002,      |
| Océan Pacifique  | Mer de Béring | 52° 00′ N, 176° 33′ O | 52° 00′ N, 176° 09′ O | +00027,       |
| États-Unis       | Alaska (île Great Sitkin) | 52° 00′ N, 176° 09′ O | 52° 00′ N, 176° 03′ O | +0 0007,      |
| Océan Pacifique  | Mer de Béring | 52° 00′ N, 176° 03′ O | 52° 00′ N, 131° 06′ O | +03 087,      |
| Canada           | Colombie-Britannique (île Kunghit) | 52° 00′ N, 131° 06′ O | 52° 00′ N, 131° 02′ O | +0 0005,      |
| Océan Pacifique  | Bassin de la Reine-Charlotte | 52° 00′ N, 131° 02′ O | 52° 00′ N, 128° 13′ O | +00193,       |
| Canada           | Colombie-Britannique (île Hunter, île King et continent) Alberta Saskatchewan Manitoba (traverse les lacs Winnipegosis et Winnipeg Ontario | 52° 00′ N, 128° 13′ O | 52° 00′ N, 80° 59′ O  | +03 244,      |
| Océan Arctique   | | 52° 00′ N, 80° 59′ O  | 52° 00′ N, 79° 39′ O  | +00092,       |
| Canada           | Nunavut (îles Charlton et Carey) | 52° 00′ N, 79° 39′ O  | 52° 00′ N, 79° 12′ O  | +00031,       |
| Océan Arctique   | | 52° 00′ N, 79° 12′ O  | 52° 00′ N, 78° 42′ O  | +00034,       |
| Canada           | Québec Terre-Neuve-et-Labrador Frontière entre le Québec et Terre-Neuve-et-Labrador                                                        | 52° 00′ N, 78° 42′ O  | 52° 00′ N, 55° 52′ O  | +01 568,      |
| Océan Atlantique | Détroit de Belle Isle | 52° 00′ N, 55° 52′ O  | 52° 00′ N, 55° 18′ O  | +00039,       |
| Canada           | Terre-Neuve-et-Labrador (Belle Isle) | 52° 00′ N, 55° 18′ O  | 52° 00′ N, 55° 16′ O  | +0 0002,      |
| Océan Atlantique | | 52° 00′ N, 55° 16′ O  | 52° 00′ N, 10° 13′ O  | +03 094,      |
| Irlande          | | 52° 00′ N, 10° 13′ O  | 52° 00′ N, 7° 35′ O   | +00181,       |
| Océan Atlantique | Canal Saint-Georges | 52° 00′ N, 7° 35′ O   | 52° 00′ N, 5° 05′ O   | +00172,       |

### Îles proches
Dans la mer de Béring, le parallèle passe près des îles suivantes :
- au nord des îles Khvostof, Davidof, Petite Sitkin, Tanaga, Kanaga, Igitkin, Tagalak et Oglodak.
- au sud des îles Atka et Amlia.

## Frontière

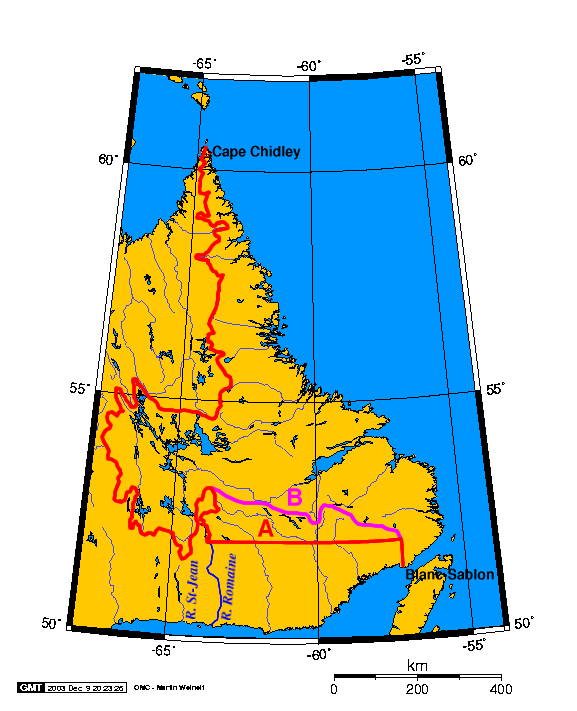
Carte du Labrador indiquant :
- Ligne A : la frontière légale actuelle entre le Labrador et le Québec. La partie horizontale au sud correspond au nord.
- Ligne B : la frontière telle qu'elle est parfois indiquée au Québec.

Au Canada, le 52e parallèle marque une partie de la frontière entre les provinces du Québec et de Terre-Neuve-et-Labrador. Cette frontière a été définie en 1927 par le Conseil privé après l'incapacité du Canada et du Dominion de Terre-Neuve (alors distinct du Canada) à s'entendre sur son tracé. Elle a été confirmée lors de l'admission du dominion en tant que province canadienne en 1949. Toutefois, le gouvernement du Québec conteste encore parfois ce tracé, revendiquant une frontière passant plus au nord.